# Index Township
Index Township est un township inactif du comté de Cass dans le Missouri, aux États-Unis,. Le township est fondé en 1872 et baptisé en référence à Index (en).

## Source de la traduction
- (en) Cet article est partiellement ou en totalité issu de l’article de Wikipédia en anglais intitulé « Index Township, Cass County, Missouri » (voir la liste des auteurs).